# Dichochrysa hesperus
Dichochrysa hesperus är en insektsart som först beskrevs av X.-k. Yang och C.-k. Yang 1990.  Dichochrysa hesperus ingår i släktet Dichochrysa och familjen guldögonsländor. Inga underarter finns listade i Catalogue of Life.